# اقوام خراسان
اقوام خراسان بزرگ شامل گروه‌های قومی ساکن در محدوده خراسان می‌شوند. این قومیت‌ها غالباً دارای قرینه‌هایی در آن سوی مرزهای سیاسیِ کنونی خراسان یا استان‌های خراسان در ایران، همچون ترکمنستان کنونی و افغانستان می‌باشند. قدیمی‌ترین قوم شناخته شده‌ای که در محدوده خراسان سکونت کرده‌اند پارت‌ها و هپتالیان هستند که امروزه تات‌ها را بازمانده پارت‌ها می‌دانند که به زبان تاتی از شاخه زبان‌های ایرانی شمال غربی سخن می‌گویند. طی پژوهشی که شرکت پژوهشگران خبره پارس به سفارش شورای فرهنگ عمومی در سال ۸۹ انجام داد، تات‌ها حدود ۸٫۶٪ (۷٫۷٪ مرد، ۹٫۳٪ زن) از ساکنین استان خراسان شمالی را تشکیل می‌دهند که امروزه آنها را بیشتر پارسی معرفی می‌کنند. امروزه گسترده‌ترین گروه قومی در خراسان فارسی زبانان هستند. طایفه خاوری هم در شهرستان فریمان و اطراف و برخی شهرستان‌های خراسان مثل چناران و کلات ساکن می‌باشند. خراسان در حال حاضر نزدیک به ده میلیون نفر جمعیت دارد. 
خراسان محل زندگی اقوام گوناگونی است که به رغم تفاوت‌های نژادی و فرهنگی، به واسطه پیوند محکمی از عوامل پایداری چون دین، تساهل و قومیت با هم متحدند. یکی از دلایل تنوع اقوام خراسان، مهاجرت یا کوچ اختیاری یا اجباری به این سرزمین بوده است. این مهاجرت‌ها در تمام دوره‌های تاریخی تاکنون به شکل‌هایی جاری بوده است. شهرهای بزرگ خراسان به واسطه ویژگی‌های مهاجرپذیر تقریباً از تمامی نقاط ایران و برخی کشورهای دیگر از جمله عراق و افغانستان مهاجر پذیرفته است. یکی از بارزترین ویژگی‌های گروه‌های قومی غیر فارسی زبانان در خراسان تکلم به زبان مادری، علاقه به موسیقی بومی و پوشیدن پوشاک سنتی است.

## گروه‌های قومی

### پارسی ها
امروزه گسترده‌ترین گروه قومی در خراسان فارسی زبانان هستند فارسی‌زبانان یا پارسی‌زبانان یا مردمان فارسی یا پارسی مردمان ایرانی‌تباری هستند که زبان بومی‌شان فارسی است. این مردم در طول تاریخ از یک سامانه فرهنگی مشترک و نفوذ گسترده فرهنگی، سیاسی و اجتماعی برخوردار بوده‌اند..

### ترکمن‌ها
در شمالی‌ترین نواحی خراسان در استان خراسان شمالی شهرستان بجنورد، راز و جرگلان، ترکمن‌های خراسان زندگی می‌کنند، آن‌ها مسلمان اهل‌سنت هستند و به زبان ترکمنی تکلم می‌کنند و به شکل سنتی بیشتر به کارهای کشاورزی، دامداری و بافت قالیچه مشغول‌اند.

### کردها و ترک‌ها
کردها و ترک‌های خراسان در منطقه وسیعی از نواحی شمال خراسان زندگی می‌کنند. تعداد هر یک از این دو گروه بسیار بیشتر از ترکمن هاست. مذهب این اقوام، شیعه اثنی عشری و اهل سنت است و به زبان‌های ترکی خراسانی و کردی کرمانجی تکلم می‌کنند. ترکیب جمعیتی در استان‌های خراسان شمالی و شمال خراسان رضوی و شهرهای بجنورد، شیروان، قوچان، اسفراین، درگز، فاروج، سبزوار، نیشابور و کلات علاوه بر فارسی‌زبانان از این دو گروه شکل گرفته است. در این مناطق پوشاک مردان و زنان از ویژگی‌های خاصی بر خوردار است که آن را از بقیه نقاط خراسان متمایز ساخته است.
امروزه بیش از ۵۰ درصد جمعیت شهر مشهد را مردمان کرد و ترک تشکیل میدهند.

### هزاره ها
هزاره‌ها یکی از بزرگ‌ترین اقوام فارسی‌زبان هستندکه در مناطق شرقی ایران و مرکزی افغانستان با نام هزارستان و کویته پاکستان هستند. این قوم در مشهد، تربت‌جام، بجنورد و استان گلستان با نام بربری یاد شده و آنها با پخت و فروش نان سنتی خود (نان بربری) امرار معاش می‌کردند. بعدها یکی از افسران نظامی این قوم توانست نزد رضاخان برسد و از او درخواست کند نام بربری‌ها را به خاوری تعویض کند و از آن به بعد به‌عنوان خاوری شناخته شدند.
در خاطرات عبدالرحمن آمده: قرن‌های بسیار، هزاره‌ها سبب وحشت حاکمان منطقه بودند و از سیصد سال پیش، هیچ سلطانی حتی بابُر تیموری و نادر افشار نتوانسته بود هزاره‌های افغانستان را مطیع و آرام کند و قرن‌ها مطلق العنان بودند.اما بعضی از هزاره‌ها که در جغرافیای ایران بودند در لشکر نادرشاه حضور داشتند. نادرافشار قبایلی از هزاره‌ها را در بادغیس و هرات و اسفراین، شمال مشهد مستقر کرد تا در برابر حملات ترکمن‌ها، مقابله کنند. این افراد سپس در لشکر کریم‌خان زند و قاجاریه خدمت کردند زیرا اوضاع اجتماعی هزاره‌ها به دلیل سختی زندگی در سرزمین کوهستانی غرجستان به خودی خود در پرورش انسان‌های توانمند از نظر روانی و جسمی اثرگذار بود.

### سیستانی‌ها و بلوچ‌ها
سیستانیها و بلوچ‌های خراسان بیشتر در مرکز، شمال، شمال شرقی و جنوب خراسان در شهرهایی مثل نیشابور، سبزوار
، قاینات، بیرجند، نهبندان، سرخس و تربت جام، تایباد و مشهد مستقرند. سیستانی‌ها مسلمان شیعه و بلوچ‌ها مسلمان سنی هستند. مردان و زنان آن‌ها نیز در استفاده از پوشاک سنتی(پوشاک سیستانی و بلوچی) خویش اصرار می‌ورزند.

### عرب‌ها
عرب‌های خراسان گروهی از اعراب مهاجر به منطقه خراسان است. این گروه از نگاه تاریخی بیشتر در جنوب و مرکز استان‌های خراسان ساکن‌اند. این افراد بازماندگان اجداد عرب خود می‌باشند که در قرون اولیه اسلامی به ایران آمده‌اند. تکلم به زبان عربی، معرف قومیت آنان است. گروهی از اعراب خراسان معاودان عراقی (پیش از صدام یا پس از اشغال عراق) می‌باشند.

## نگارخانه

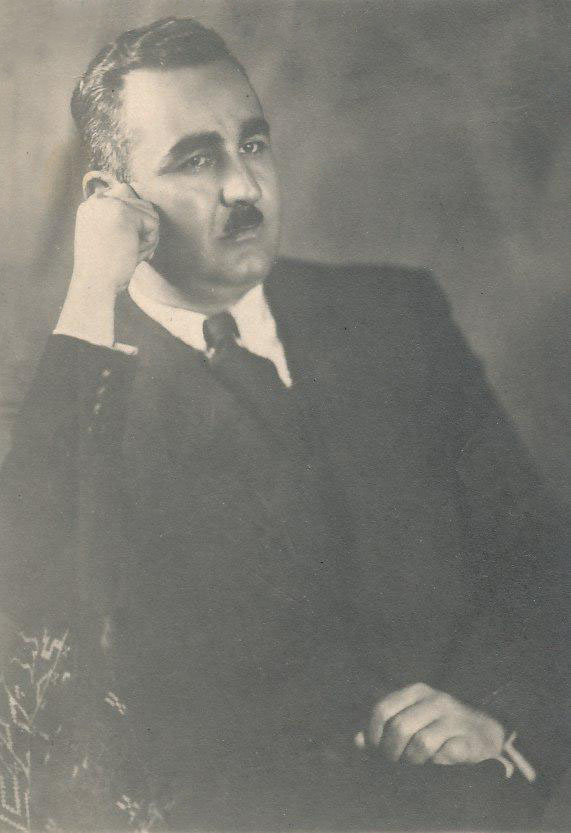
محمد یوسف خان هزاره

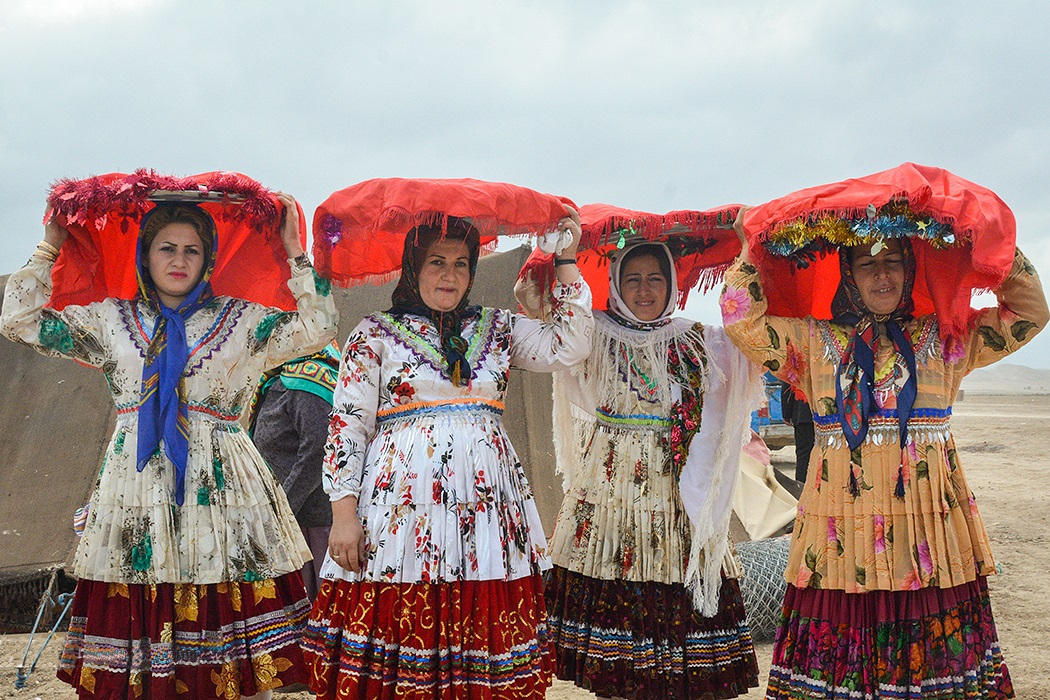
کرمانج
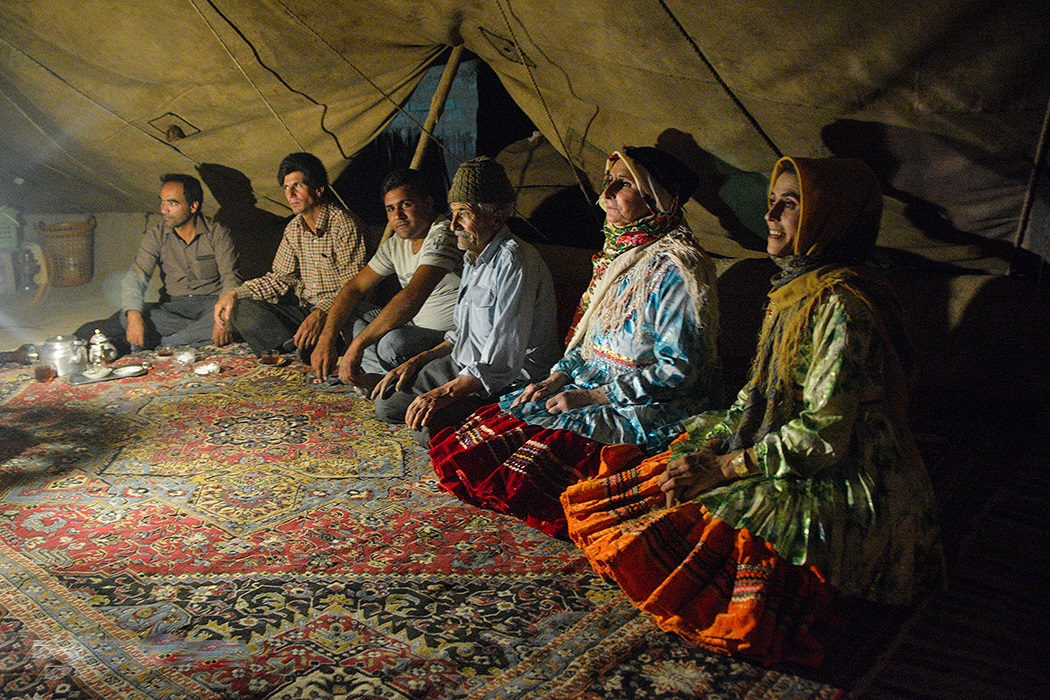
عشایر کرمانج
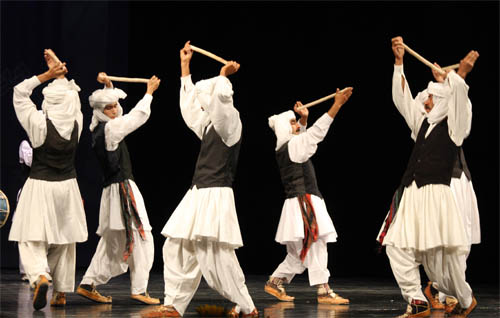
پوشش فارسی‌زبان‌های ساکن خراسان